# Фельдшерская военная школа
Фельдшерская военная школа — учебное военное медицинское формирование в Вооружённых силах Российской империи.
Созданы с целью приготовлять медицинских и аптечных фельдшеров для службы по военному ведомству. В литературе встречается наименование — Военная фельдшерская школа, Военно-фельдшерская школа.

## История

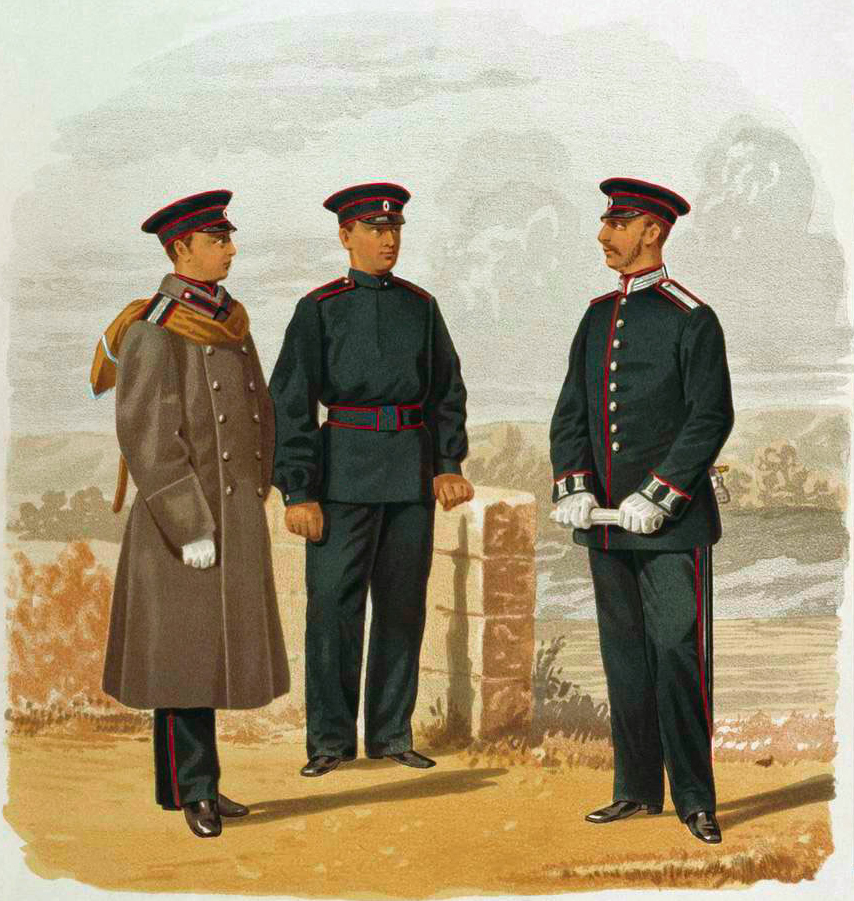
Форма одежды. Студенты Медицинской Академии (парадная и обыкновенная форма) и Воспитанник Военно-Фельдшерской школы, 1881 год.

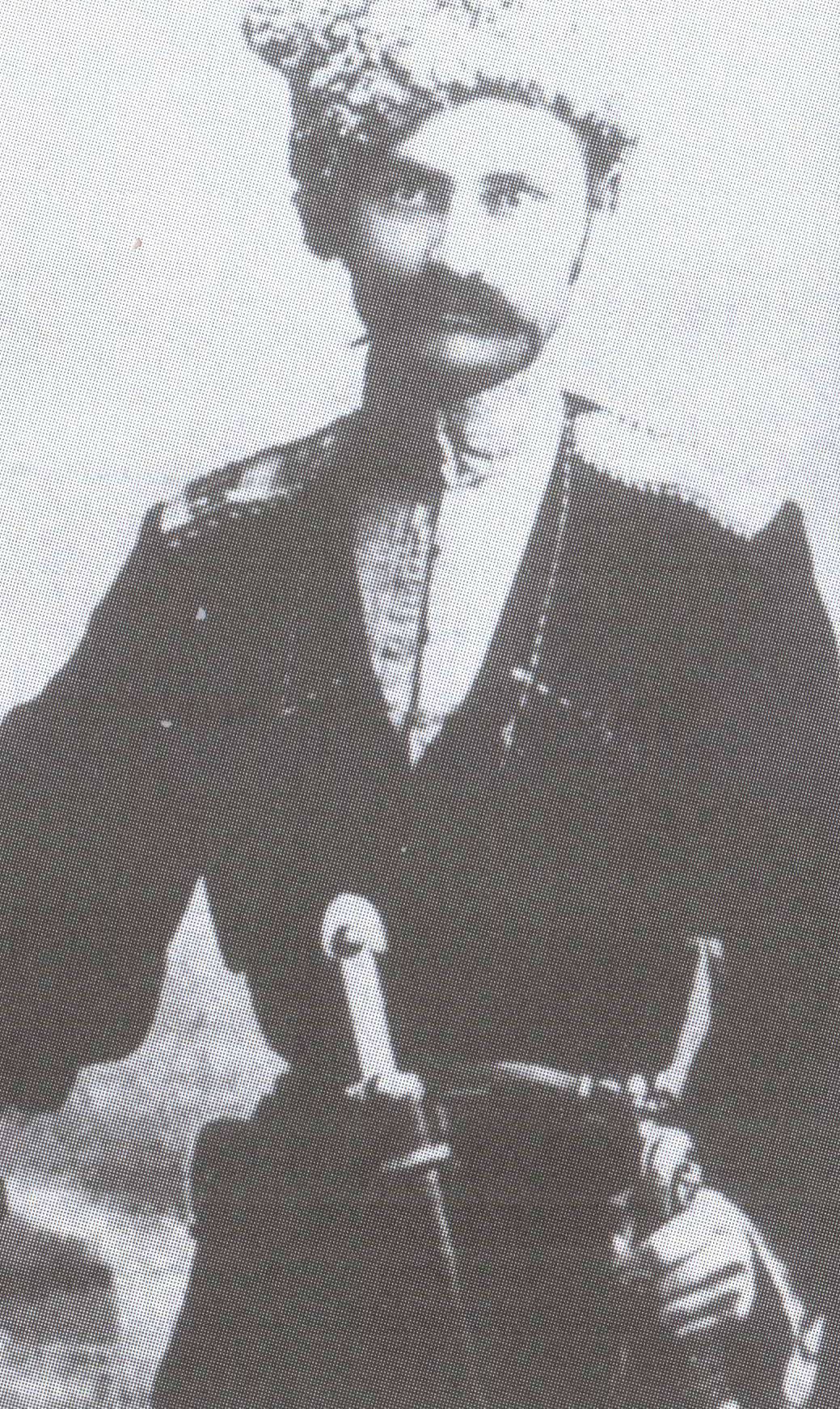
Фельдшер 3-го линейного полка Кубанского казачьего войска вольноопределяющийся И. Л. Сорокин, город Майкоп, 1914 год.

Погон старшего фельдшера Российского императорского флота, до 1917 года.

Плановое организованное обучение военных медиков началось в России в 1654 году, когда при Аптекарском приказе начала работу лекарская школа. С XVIII века начало использоваться слово «фельдшер».
C 1741 года начался прием в лазареты учеников для ухода за ранеными воинами. Впоследствии присваивалось звание «фельдшер». В 1793 году А. В. Суворов приказал набирать фельдшеров из самых способных солдат.
Фельдшерские военные школы, в соответствии с «Положением о фельдшерских школах при военных госпиталях», были учреждены на основе госпитальных лекарских школ, в России, в 1838 году при госпиталях: Петербургском, Московском, Варшавском, Киевском, Казанском и Тифлисском, — всего на 800 воспитанников (учеников). Согласно Положению, «выпускаемые из них фельдшера могли быть, как в мирное, так и в военное время, надежными помощниками врача, при лечении больных и подавании пособия раненым на поле сражения».
Были открыты две школы для детей казаков — в Новочеркасске для войска Донского и в Екатеринодаре для Кубанского и Терского войск. В школы набирали воспитанников училищ военных кантонистов от 12 до 17 лет, обученных грамоте.
Непосредственным руководителем фельдшерской школы являлся главный врач госпиталя. Инспектором школы был один из ординаторов. Арифметику, русский язык и латынь, Закон Божий преподавал священник госпиталя. Практические занятия проводились под надзором аптекарей и лекарей под руководством фельдшеров госпиталя.
Наблюдение за учениками осуществлялось несколькими старшими фельдшерами, получавшими жалованье 28 рублей в год. На учебники и пособия также выделялись средства, из расчета 1,5 рублей в год на воспитанника. Ученики получали стипендию — 3,45 рубля в год.
В 1869 году вслед за реформой других военно-учебных заведений государства, была проведена реформа Военно-фельдшерских школ. Военно-фельдшерские школы становились самостоятельными учебными заведениями с собственным бюджетом и отдельной канцелярией.
Военно-фельдшерские школы находились в ведении главного военно-медицинского инспектора, а непосредственно каждая из них подчинялась инспектору военного округа (окружному инспектору). Начальник школы назначался из военных штаб-офицеров, а инспектор классов — из военных врачей. К приёму в Фельдшерскую военную школу допускались сыновья нижних воинских чинов в возрасте от 13 до 17 лет, а если оставались вакансии воспитанников, то принимались малолетние всех сословий Империи. Учебный курс продолжался четыре года. От поступающих в первый класс требовалось уменье читать и писать по-русски и считать. В военной школе преподавались следующие предметы: Закон Божий, история России, география, арифметика, начальные основания геометрии, естественных наук, физики и химии, анатомия и физиология, хирургия и учение о повязках; фармация, фармакология и рецептура, патология и гигиена, подание помощи мнимоумершим, служебный и дисциплинарный уставы, русский и латинский языки и чистописание. Успешно окончившие курс выпускались медицинскими или аптечными фельдшерами с обязательством прослужить в сухопутных или морских силах по полтора года за каждый год обучения, то есть 6 лет. Время службы зачитывалось в срок выслуги для производства в первый классный чин, лекарского помощника. На службе медицинские или аптечные фельдшера пользовались правами вольноопределяющихся 2-го разряда.
Окончившие курс выпускались на службу в госпитали, лазареты, войска и силы младшими фельдшерами и получали жалованье 25 рублей в год.

## Формирования
В Вооружённых силах Российской империи, на начало XX века, существовали следующие формирования:
- Петербургская фельдшерская военная школа[5] — на 300 казённокоштных воспитанников;
- Московская фельдшерская военная школа][5] — на 300 казённокоштных воспитанников;
- Киевская фельдшерская военная школа[5] — на 350 казённокоштных воспитанников;
- Новочеркасская фельдшерская военная школа[5][6] — на 75 казённокоштных воспитанников, для войска Донского;
- Екатеринодарская фельдшерская военная школа[5] — на 75 казённокоштных воспитанников, для войска Кубанского и Терского;
- Иркутская фельдшерская военная школа[5] — на 200 казённокоштных воспитанников;
- Фельдшерская военная школа при Кронштадтском морском госпитале[5].

## Этимология
Слово «фельдшер» (нем. Feldscher) происходит от слова «фельд» нем. Feld — поле, и первоначально «фельдшер» это «полевой цирюльник, хирург», позднее «полевой лекарь». Так в средние века в Германских государствах (Пруссия, Вюртемберг, Бавария и другие) называли военного врача, который лечил больных и раненых военнослужащих в полевых условиях.